# Sumber Baru (Mesuji Raya)
Sumber Baru is een bestuurslaag in het regentschap Ogan Komering Ilir van de provincie Zuid-Sumatra, Indonesië. Sumber Baru telt 2885 inwoners (volkstelling 2010).